# Jasmine Thompson
Jasmine Ying Thompson (Londra, 8 novembre 2000) è una cantautrice britannica.

## Biografia e carriera

### Biografia
Nata da madre cinese e padre inglese, è cresciuta a Londra dove attualmente studia canto, danza e recitazione in una scuola di teatro. Suona chitarra e pianoforte ed è caratterizzata da una voce interessante per timbro ed espressività.

### Cover
Jasmine è nota al pubblico mondiale soprattutto grazie alle cover di artisti famosi che esegue e registra sul suo canale YouTube dal 2011.
Nel luglio del 2013 (a soli 12 anni) ha presentato una cover di La La La di Naughty Boy. Nel mese successivo ha pubblicato una cover di Everything Has Changed di Taylor Swift, una cover del singolo Let Her Go di Passenger e una cover di Titanium del DJ David Guetta (singoli che saranno poi raccolti nel suo album Bundle of Tantrums, il cui rilascio è datato il settembre dello stesso anno). Nel settembre 2013 ha rilasciato Ain't Nobody (rifacimento acustico di Chaka Khan), che si è posizionata alla posizione n.32 nella Official Singles Chart e nella Scottish Singles Chart ed è stata utilizzata in uno spot della catena alimentare Sainsbury's.
Le numerose cover registrate sono state raccolte negli album Bundle of Tantrums e Another Bundle of Tantrums, usciti nel 2013 e 2014.

### Avvio carriera da solista
Il 20 ottobre 2013 pubblica l'EP Under the Willow Tree, che ha raggiunto la posizione 17 nella U.S. Heat Chart. A tale album appartengono il singolo di debutto nazionale Run e i singoli Willow, Dreaming e Friends.
Il 25 maggio 2015 tramite la sua pagina Facebook, l'artista annuncia l'uscita del primo singolo di debutto ufficiale Adore che viene pubblicato il 12 giugno dello stesso anno; successivamente firma un contratto sotto l'etichetta discografica Atlantic Records.
Nelle sue composizioni, soprattutto per quanto riguarda le attrezzature, è sostenuta dalla emittente radiofonica BBC Radio 1 e dal produttore Perez Hilton.
Nel 2017 pubblica il suo primo EP non contenente cover, Wonderland, e nel 2019 il secondo EP Colour.

## Discografia

### Album in studio
- 2013 – Bundle of Tantrums
- 2014 – Another Bundle of Tantrums

### EP
- 2013 – Under the Willow Tree
- 2014 – Take Cover
- 2015 – Adore
- 2017 – Wonderland
- 2019 – Colour

### Singoli
- 2013 – Willow
- 2013 – Run
- 2013 – Friends
- 2013 – Dreaming
- 2014 – Drop Your Guard
- 2015 – Adore
- 2015 – Do It Now
- 2015 – Crystal Heart
- 2015 – Great Escape
- 2015 – Let Myself Try
- 2020 – Funny (con Zedd)
- 2021 – Already
- 2021 – Love Is Just A Word (con Calum Scott)
- 2024 – No Poetry
- 2025 – Needed a Change

### Collaborazioni
La cantante ha collaborato nei singoli Sun Goes Down di Robin Schulz nel 2014, Ain't Nobody nella versione di Felix Jaehn nel 2015 e Where We Belong di HUGEL nel 2016. Sempre nel 2016 ha collaborato con Thomas Jack in Rise Up e con Benji & Fede in Forme geometriche (Addicted to You). Inoltre nel luglio 2014 ha sostenuto il cantante australiano Cody Simpson nel suo tour acustico.
Nel 2017 pubblica la cover di Sign of the Times di Harry Styles, insieme a Sabrina Carpenter.